# Herencsény
Herencsény är en ort (by) i provinsen Nógrád i norra Ungern. Orten har 542 invånare (2024), på en yta av 33,18 km². Den ligger cirka 17,5 kilometer sydost om Balassagyarmat.